# 梁广大
梁广大（1935年—），男，广东省南海區人，中华人民共和国政治人物，曾任珠海市人民政府市长、中共珠海市委書記，中共广东省委常委等职务，亦为第七、八、九、十届全国人大代表。

## 生平
生于广东省佛山市南海区西樵，早年在中国人民银行南海县支行任职，后來从政，先后出任中共罗村公社党委副书记、小塘公社党委副书记等职。1975年7月，出任中共南海县委书记，直到1981年去职，随即转任佛山地区行署副专员，1983年又历任珠海市人民政府市长，中共珠海市委书记等职。1998年3月，第九届全国人大第一次会议上，他当选为全国人民代表大会常务委员会委员。